# 堀之内砂男
堀之内 砂男（ほりのうち すなお）は、日本の政治家。自由民主党所属の元宮崎県議会議員。宮崎県議会議長、自民党宮崎県連会長を務めた。その他にも、宮崎県中小企業団体中央会会長、九州中小企業団体中央会連合会会長、全国中小企業団体中央会理事、宮崎県商工振興協同組合理事長・都城市アマチュアレスリング協会会長も兼任した。
宮崎青年師範学校（現宮崎大学）卒業。陸軍特別甲種幹部候補生として仙台陸軍飛行学校入校。戦後は中学校教諭や宮崎県職員などを歴任。

## 著書
- 『青年の道－産業開発青年隊物語』（宮日文化情報センター、2000年）